# 哈里森縣 (愛阿華州)
哈里森縣（英語：Harrison County）是位於美國愛阿華州西部的一個縣，西隔密蘇里河與內布拉斯加州相望。面積1,815平方公里。根據美國2000年人口普查共有人口15,666人。縣治洛根 (Logan)。
成立於1851年。縣名紀念第九任總統威廉·亨利·哈里森 (William Henry Harrison)。